# John Howard Pyle
John Howard Pyle (Sheridan, 25 de março de 1906 – Tempe, 29 de novembro de 1987) foi um político norte-americano que foi governador do estado norte-americano do Arizona, no período de 1951 a 1955, pelo Partido Republicano.

## Carreira
Ele era um republicano. Como oponente da poligamia, ele autorizou um ataque a um complexo da Igreja Fundamentalista de Jesus Cristo dos Santos dos Últimos Dias. Ele serviu como oficial no governo Eisenhower.
Pyle se formou na Arizona State University em 1930 e foi membro da fraternidade Lambda Chi Alpha. Ele foi diretor de programa de uma estação de rádio e serviu como correspondente de guerra durante a Segunda Guerra Mundial. Ele foi o primeiro governador do Arizona nascido no século XX.